# McLaren MP4-22
A McLaren MP4-22 egy Formula–1-es versenyautó, amit a McLaren tervezett a 2007-es világbajnokságra. Az autó remek konstrukció volt, az egyik legjobb a mezőnyben, nyolc futamot is nyertek, két versenyzőjük, Lewis Hamilton és Fernando Alonso között pedig éles párharc alakult ki. Ez, és a 2007-es kémkedési botrány végső soron tönkretette a csapat évét, és a Ferrari az egyéni és a konstruktőri bajnoki címet is megszerezte előlük.

## Fejlesztése
Az autó tervezése során az újonnan szerzett tapasztalatok és az aerodinamikai lehetőségek maximális kihasználása volt a cél. Először Fernando Alonso, mint regnáló világbajnok vihette pályára 2007. január 17-én Valenciában, majd nem sokkal később Pedro de la Rosa. Ő már az új, jellegzetes kialakítású első szárnnyal versenyzett. Ez egy ívet jelentett, mely a szárny két végét kapcsolta össze, de úgy, hogy az orrkúp vége felett hajlott át. A Spanyol Nagydíjtól kezdve már a futamokon is bevetették ezt az újítást.

## A szezon
A győzelmek nélküli 2006-os évhez képest a 2007-es év sokkal jobban sikerült, az MP4-22-es nyolc versenyt is meg tudott nyerni. A legmegbízhatóbb autó lett abban az idényben, ugyanis műszaki meghibásodás miatt egyszer sem kellett kiállnia. Emellett a rendkívül erős leszorítóerő miatt nagyon gyors is volt, és igazából csak a Ferrari tudta megszorongatni. Sajnos mindezt beárnyékolta a két versenyző, Lewis Hamilton és Fernando Alonso közti rivalizálás, valamint az, hogy Alonso és a csapat kapcsolata ennek köszönhetően megromlott. A rivalizálás következménye az lett, hogy annak ellenére, hogy valamelyikük végig vezette a világbajnoki pontversenyt, végül mindketten elbukták azt az utolsó futamon, és Kimi Raikkönen lett a világbajnok. Ráadásul bár a kezdetektől vezették a konstruktőri bajnokságot is, az Olasz Nagydíj után kizárták őket, miután bebizonyosodott, hogy az autó fejlesztéséhez a Ferraritól lopott adatokat is felhasználtak.
Mindez szomorú tény amiatt, hogy az autó versenyképessége kitűnő volt, a bajnokság 45%-át a mezőny élén töltötte valamelyikük.

## Teljes Formula–1-es eredménylistája
(Táblázat értelmezése)

(Félkövér: pole-pozícióból indult; dőlt: leggyorsabb kört futott) 

| Év   | Konstruktőr | Motor                   | Gumi | Versenyzői      | 1   | 2   | 3   | 4   | 5   | 6   | 7   | 8   | 9   | 10  | 11  | 12  | 13  | 14  | 15  | 16  | 17  | Pont | Helyezés |
| ---- | ----------- | ----------------------- | ---- | --------------- | --- | --- | --- | --- | --- | --- | --- | --- | --- | --- | --- | --- | --- | --- | --- | --- | --- | ---- | -------- |
| 2007 | McLaren     | Mercedes FO 108S 2.4 V8 | B    |                 | AUS | MAL | BHR | ESP | MON | CAN | USA | FRA | GBR | EUR | HUN | TUR | ITA | BEL | JPN | CHN | BRA | -    | EX*      |
| 2007 | McLaren     | Mercedes FO 108S 2.4 V8 | B    | Fernando Alonso | 2   | 1   | 5   | 3   | 1   | 7   | 2   | 7   | 2   | 1   | 4†  | 3   | 1   | 3   | Ki  | 2   | 3   | -    | EX*      |
| 2007 | McLaren     | Mercedes FO 108S 2.4 V8 | B    | Lewis Hamilton  | 3   | 2   | 2   | 2   | 2   | 1   | 1   | 3   | 3   | 9   | 1†  | 5   | 2   | 4   | 1   | Ki  | 7   | -    | EX*      |

† A McLaren nem kapott konstruktőri pontokat.
* A McLarent kizárták a konstruktőri bajnokságból a kémbotrány miatt.